# Krone (møntenhed)
 For alternative betydninger, se Krone. (Se også artikler, som begynder med Krone)
Krone er en møntenhed.
I Danmark, Grønland, Norge, Sverige, Island og på Færøerne består 1 krone af 100 øre. Man kan også sige, at kronen har 2 gældende decimaler.
Inflationen har udhulet værdien af pengene, og dermed er en række af tidligere småmønter afskaffet. Således findes i dag en-øren, to-øren, fem-øren, ti-øren og femogtyve-øren ikke længere som gangbare mønter i Danmark.
Krone eller lignende navn benyttes som grundlæggende møntenhed i følgende lande:
- Danmark – Dansk krone
- Grønland – Dansk krone
- Færøerne – Føroysk króna
- Island – króna
- Norge – Norsk krone
- Sverige – Svensk krona
- Tjekkiet – Tjekkisk koruna

Tidligere blev krone eller lignende navne også benyttet i følgende lande:
- Estland – kroon
- Slovakiet – Slovakisk koruna
- Tjekkoslovakiet – Tjekkoslovakisk koruna
- Ungarn – Ungarsk korona
- Østrig-Ungarn – Østrig-ungarsk krone
- Storbritannien - Engelsk crown 1526-1707, Britisk crown 1707-1971

## Historie
Den ældste danske kronemønt blev udmøntet i 1618. På den ene side ses Christian 4. i fuld figur, og på den anden ses Christian 4’s kroningskrone – som gav mønten sit navn.
Kronemønten havde en værdi svarende til 1½ rigsdaler. Senere gik man imidlertid over til at præge kronemønter i halv størrelse – halvkroner. Da man ophørte med at slå hele kroner gik betegnelsen kroner efterhånden på halvkronemønterne. Den folkelige betegnelse for disse mønter, som havde værdien ⅔ rigsdaler, var sletdaler, og man brugte disse to betegnelser i flæng. Den sidste kronemønt i dette møntsystem blev udsendt i 1771.
I 1873 etableredes den Skandinaviske Møntunion, og ved den efterfølgende pengeombytning fik man to kroner for hver rigsdaler.
Kronen var en guldmøntfod, således at 1 kg guld svarede til 2.480 kr. Med undtagelse af en periode under og efter 1. verdenskrig fastholdt kronen denne værdi indtil 1931. I 2017 kostede et kg guld ca. 270.000 kr.